# Kičmengsko-Gorodeckij rajon
Il Kičmengsko-Gorodeckij rajon (in russo Кичменгско-Городецкий район?) è un rajon dell'Oblast' di Vologda, nella Russia europea; il capoluogo è Kičmengskij Gorodok. Ricopre una superficie di 7.061 chilometri quadrati ed ospita una popolazione di circa 20.000 abitanti.